# فرانتس راشید
فرانتس راشید (انگلیسی: Franz Raschid; ۱۸ اکتبر ۱۹۵۴ – ۲۲ اکتبر ۲۰۱۰) بازیکن فوتبال اهل آلمان بود.
از باشگاه‌هایی که در آن بازی کرده‌است می‌توان به باشگاه فوتبال اوردینگن ۰۵ اشاره کرد.